# Эриогонум метельчатый
Эриогонум метельчатый, или Эриогонум пучковатый (лат. Eriogonum fasciculatum) — невысокий кустарник из рода Эриогонум семейства гречишные. Английские названия California buckwheat (калифорнийская гречиха) и Eastern Mojave buckwheat (гречиха востока Мохаве).

## Ботаническое описание
Кустарник или полукустарник высотой от 10 до 200 см (в среднем 40 см) и диаметром куста 50—300 см (в среднем 120 см). Форма куста округлая либо раскидистая. Стебли прямостоячие. Листья собраны в узлах в пучки, узкие, величиной 6-18 мм, линейные либо обратноланцетные, сверху кожистые, снизу бело-войлочные. Розовато-белые цветки собраны в соцветие зонтик либо сложный зонтик. Цветёт с мая по сентябрь.

## Распространение
Растёт на юго-западе США и северо-западе Мексики, достигая высоты 2300 м.

## Значение
Медоносное растение. Использовалось в качестве лекарственного средства индейскими племенами.